# You Bring Me Joy
"You Bring Me Joy" é uma canção interpretada pela cantora-compositora de R&B americana Mary J. Blige. É o terceiro single do seu aclamado segundo álbum de estúdio My Life. A canção usa um sample do hit de 1977, "It's Esctasy When You Lay Down Next to Me" do cantor Barry White, composta por Ekundayo Paris e Nelson Pigford.
A canção se tornou um hit das 40 melhores, chegando ao número 29 na Hot R&B/Hip-Hop Songs e 57 na Billboard Hot 100.

## Paradas musicais
| Parada musical (1995)                        | Melhor posição |
| -------------------------------------------- | -------------- |
| Estados Unidos (Billboard Hot 100)           | 57             |
| Estados Unidos (Billboard R&B/Hip-Hop Songs) | 29             |
| Estados Unidos (Billboard Dance Club Songs)  | 1              |

## Créditos
- Composta por Mary J. Blige, Joel "Jo-Jo" Hailey, Chucky Thompson e Sean "Puffy" Combs
- Vocais principais e de fundo por Mary J. Blige, LaTonya Blige, Faith Evans, Jo-Jo Hailey

## Vídeo clipe
O vídeo clipe (dirigido por Marcus Raboy) foi filmado em um grande quarto azul e vermelho entre 10 e 11 de Abril de 1995 onde Mary e outros dançarinos fazem movimentos de dança malucos.